# Federico Degetau y González
Federico Degetau y González (Ponce, 5 de desembre de 1862 - Santurce, San Juan, 20 de febrer de 1914) fou un polític i advocat porto-riqueny, primer Comissionat Resident de Puerto Rico a la Cambra de Representants dels Estats Units.

## Biografia
Degetau va néixer el 1862 a la ciutat de Ponce, Puerto Rico, on va anar a les escoles comunes i al Col·legi central de Ponce. El seu pare era Mathias Degetau, fill d'una família acomodada d'Hamburg, Alemanya. A Ponce, el seu pare Mathias va dirigir els bancs de Overman i la Casa Dede, del qual el seu pare, Otto Georg Christian Degetau, l'avi de Federico, era soci. La mare de Federico era María Consolación González, filla d'una família de San Juan. Els seus pares es van casar el 1851.
Va completar un curs acadèmic a Barcelona i es va graduar en Dret a la Universitat Central de Madrid, on va començar la pràctica. Va fundar el diari La Isla de Puerto Rico on informava de la situació de Puerto Rico respecte al poder colonial.
Va escriure El secreto de la domadora (1885), El fondo del aljibe (1886), ¡Qué Quijote!, Cuentos para el camino (1894), Juventud (1895), i La Injuria (1893).

## Carrera política
Degetau va tornar a Puerto Rico i va ser un dels quatre comissionats enviats per Puerto Rico, sota Luis Muñoz Rivera, per la petició d'autonomia davant d'Espanya el 1895. La petició va ser denegada i, tres anys més tard, un govern colonial civil va ser imposat pel Congrés dels Estats Units com a resultat de la Guerra Hispano-estatunidenca. Es va instal·lar a San Juan, Puerto Rico, i va continuar exercint com a advocat.
Federico Degetau era un membre del consell municipal de San Juan el 1897, i alcalde el 1898. Va ser diputat a les Corts Generals espanyoles el 1898. Després de la Guerra Hispano-estatunidenca, va ser nomenat pel governador militar, general Guy Vernor Henry com a Secretari d'Interior en el primer gabinet format sota el govern dels Estats Units a Puerto Rico, el 1899. Va ser nomenat pel successor del general Henry, el General George W. Davis, com a membre de la Junta Insular de beneficència.

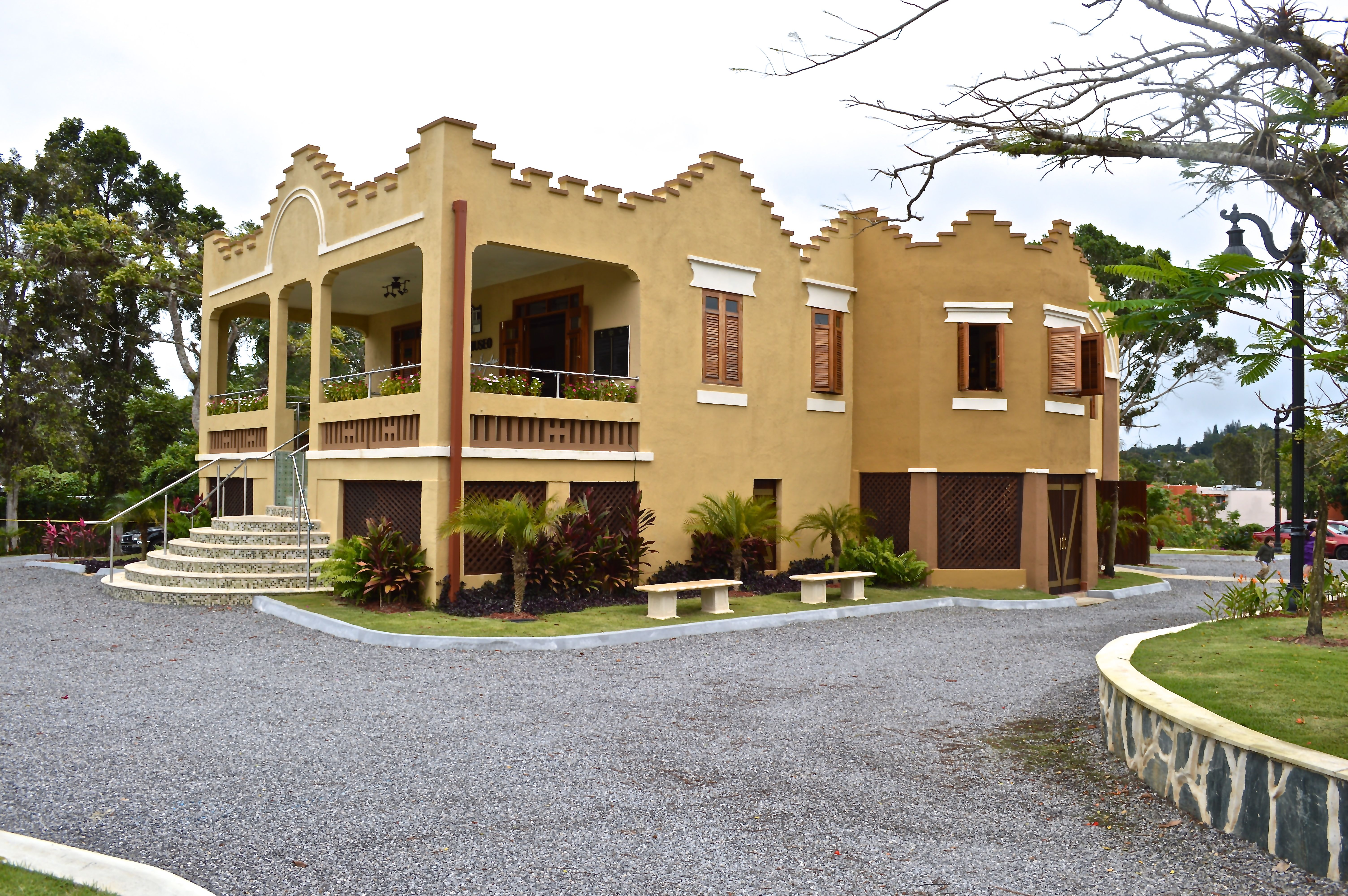
Casa museu Federico Degetau a Aibonito

Degetau es va convertir en membre del Partit Republicà de Puerto rico, que va ser fundat l'any 1899. Va ser el primer vicepresident del consell municipal de San Juan el 1899 i 1900, i va ser president de la Junta d'Educació de Sant Joan el 1900 i 1901. Va ser triat com a republicà porto-riqueny al lloc de Comissionat Resident el 1900 i reelegit el 1902. Va ocupar el càrrec del 4 març de 1901 fins al 3 de març de 1905.
Mentre servia Congrés, Federico Degetau va ser membre de la Comissió d'Afers Insulars i va presentar un projecte de llei per concedir la ciutadania nord-americana als residents de Puerto Rico, que va fracassar. No es va presentar a la reelecció de 1904 i va tornar a la pràctica de l'advocacia.
El 1905, després de viatjar a través d'Europa on va adquirir una col·lecció de pintures, Degetau va anar a Puerto Rico i va establir la seva residència a la ciutat de Aibonito on va administrar una plantació de cafè. Degetau va morir el 1914 a Santurce, Puerto Rico, a l'edat de 51 anys.

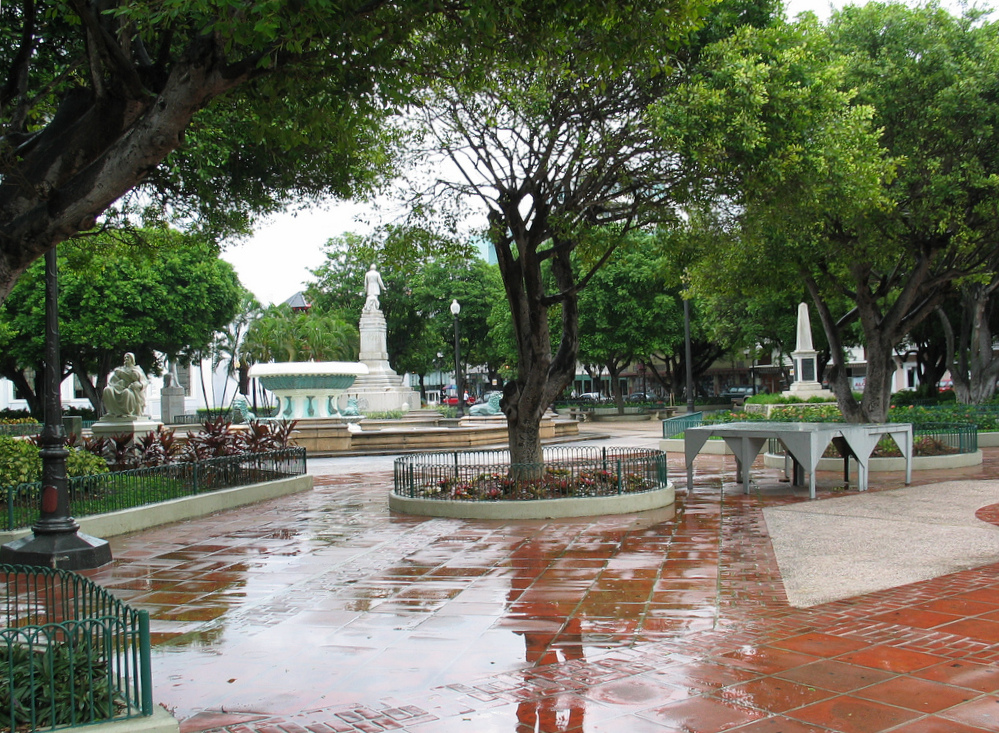
Plaça Federico Degetau a Ponce

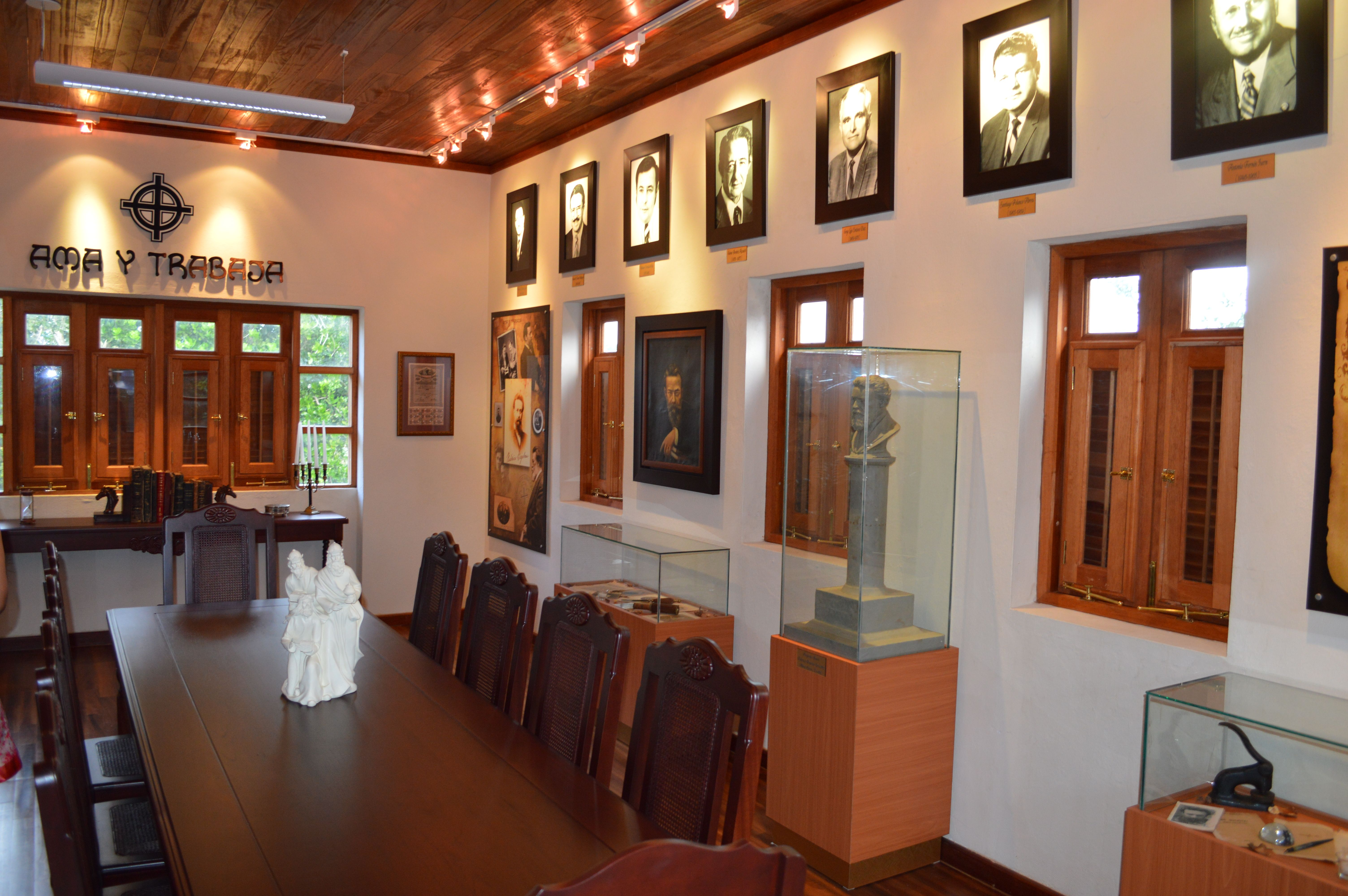
Habitació de Rosacruz a la Casa Museu Federico Degetau